# Hans Noll
Hans Noll, ou Hans Noll-Tobler, né le 30 janvier 1885 et mort le 14 juillet 1969, est un ornithologue suisse, instituteur, auteur de films éducatifs et de publications (livres, articles) consacrée aux oiseaux.

## Biographie
Hans Noll est né à Berthoud et a fait ses études aux universités de Zurich, Bâle et Genève. Il est ensuite devenu professeur de lycée dans un centre d'éducation rurale à Kaltbrunn de 1907 à 1919. Pendant cette période il a abondamment étudié les oiseaux de la région. Cofondateur du centre de recherche sur les oiseaux de Sempach et, en 1909, de la Société suisse pour l'étude des oiseaux et leur protection (ALA – Schweizerische Gesellschaft für Vogelkunde und Vogelschutz). Son livre intitulé Sumpfvogelleben (1924) lui a valu, l'année suivante, d'être récipiendaire d'un doctorat honoris causa de l'université de Bâle.
Il a réalisé des études spéciales sur les oiseaux aquatiques de l'Untersee.
Hans Noll s'est marié à Luise Tobler. Ensemble, ils ont participé à la création de l'orphelinat de Schaffhouse.